# M’lang
M’lang (en maguindanaón: Tamlang) es un municipio filipino de primera categoría, situado al sur de la isla de Mindanao. Forma parte de  la provincia de Cotabato del Norte situada en la región administrativa de Mindanao Central. Para las elecciones está encuadrado en el Tercer Distrito Electoral de esta provincia.

## Barrios
El municipio se divide, a los efectos administrativos, en 37 barangayes o barrios, conforme a la siguiente relación:
| - Bagontapay - Bialong - Buayan - Calunasan - Dalipe - Dugong | - Dungo-án - Gaunán - Inás - Katipunán - La Fortuna - La Suerte | - Langkong - Lepaga - Liboo - Lika - Luz Village - Magallón | - Malayan - Nueva Antique - Nueva Barbaza - Nueva Kalibo - Nueva Consolación - Nueva Esperanza | - Nueva Janiuay - Nueva Lawa-án - Nueva Rizal - Nueva Vida - Pag-asa - Población A y B | - Pulang-lupa - Sangat - Tawantawán - Tibao - Ugpay - Palma-Pérez |  |